# کبک نوک‌دراز
کبک نوک‌دراز (نام علمی: Rhizothera longirostris) نام یک گونه از سرده کبک‌های ریشه‌خوار است.